# Петтифер, Алекс
Александр (Алекс) Ричард Петтифер (англ. Alexander „Alex“ Richard Pettyfer; род. 10 апреля 1990, Стивенидж, Хартфордшир, Англия, Великобритания) — британский актёр и модель. Известен своей ролью в фильме «Громобой», за которую он был номинирован на премию «Молодой актёр» и «Империя», а также в фильме «Страшно красив» и «Я — четвёртый». В 2018 году как режиссёр снял фильм «Проселочные дороги».

## Биография
Родился 10 апреля 1990 года в Стивенидже. Сын актёра Ричарда Петтифера и Ли Айрленд (урождённой Робинсон), в прошлом модели. Мать Алекса через три года после рождения сына развелась с его отцом и вышла замуж за бизнесмена. У Алекса есть единоутробный брат Джеймс Айрленд (род. 1993), теннисист. Алекс Петтифер окончил школу в июле 2006 года в возрасте шестнадцати лет.
Начинал свою карьеру в качестве детской модели в возрасте восьми лет, после того как встретился в магазине в Нью-Йорке с Ральфом Лореном. Но спустя несколько лет отказался от карьеры модели, решив попробовать себя в качестве актёра. В 2005 году дебютировал на британском телевидение в роли Тома Брауна в фильме «Школьные годы Тома Брауна». Получил положительные отзывы за роль.
Алекс мог сыграть главную роль в фильме «Эрагон», но предпочёл ей участие в фильме «Громобой», отчасти из страха перед полётами. Автор «Громобоя», Энтони Горовиц, был так впечатлён игрой Алекса в фильме «Школьные годы Тома Брауна», что сразу же попросил утвердить Петтифера на роль Алекса Райдера, подростка-агента МИ-6.
После завершения съёмок «Громобоя» Алекс ни с кем из школы не обсуждал свою роль, прислушавшись к рекомендации Юэна Макгрегора разделять личную и профессиональную жизнь. Петтифер оставил школу и, выбрав кинокарьеру, начал обучаться драме в колледже.
В августе 2007 года переехал в небольшой город в Южной Дакоте, на западе Соединённых Штатов, поближе к Лос-Анджелесу.
В 2008 году сыграл роль в комедии «Оторва» с Эммой Робертс. В 2009 году снялся в комедийном фильме ужасов «Истерзанный», где сыграл главаря школьных хулиганов, которых убивает призрак школьника, подвергавшийся издевательствам с их стороны.
В 2011 году сыграл главную роль в экранизации Ди Джеем Карузо одноимённой книги Питтакуса Лора «Я — четвёртый», где его партнёрами по фильму были Тимоти Олифант, Тереза Палмер и Дианна Агрон. В 2012 году ему предложили сыграть в фильме «Орудия смерти: Город костей» Джейса Вэйланда, но он отказался.
В 2014 году сыграл роль Дэвида Эллиота в экранизации бестселлера Скотта Спенсера «Анатомия любви», где его партнёршей стала актриса Габриэлла Уайлд.

## Личная жизнь
В 2007 году встречался с актрисой Эммой Робертс, коллегой по фильму «Оторва», но расстался с ней в 2008 году. С 2010 по 2011 год встречался с коллегой по фильму «Я — четвёртый»,  Дианной Агрон. В 2012 году был помолвлен с актрисой Райли Кио, с которой познакомился на съёмках фильма «Супер Майк». В 2016 году был помолвлен с моделью Марло Хорст. Но позже они расстались. В 2018 году он встречался с моделью Габриэлой Джиованарди. С октября 2020 года женат на немецкой топ-модели Тони Гаррн. В июле 2021 года у Петтифер и Гаррн родилась дочь Лука Малайка. 22 апреля 2023 года стало известно о том, что они развелись. В том же году его видели с бразильской моделью, Аланой Фелисберто.

## Фильмография
| Год  |   | Русское название                  | Оригинальное название             | Роль             |
| ---- | - | --------------------------------- | --------------------------------- | ---------------- |
| 2005 | ф | Школьные годы Тома Брауна         | Tom Brown's Schooldays            | Том Браун        |
| 2006 | ф | Громобой                          | Stormbreaker                      | Алекс Райдер     |
| 2008 | ф | Оторва                            | Wild Child                        | Фредди           |
| 2009 | ф | Истерзанный                       | Tormented                         | Бредли           |
| 2011 | ф | Я — четвёртый                     | I Am Number Four                  | Джон / Четвёртый |
| 2011 | ф | Страшно красив                    | Beastly                           | Кайл             |
| 2011 | ф | Время                             | In Time                           | Фортис           |
| 2012 | ф | Супер Майк                        | Magic Mike                        | Малыш            |
| 2013 | ф | Дворецкий                         | The Butler                        | Томас Вестфолл   |
| 2014 | ф | Анатомия любви                    | Endless Love                      | Дэвид Эллиот     |
| 2016 | ф | Элвис и Никсон                    | Elvis & Nixon                     | Джерри Шиллинг   |
| 2018 | ф | Проселочные дороги                | Back Roads                        | Харли Альтмер    |
| 2018 | ф | Последний свидетель               | Last Witness                      | Стивен Андервуд  |
| 2020 | ф | Банда Чикаго                      | Echo Boomers                      | Эллис Бек        |
| 2022 | ф | Адская машина                     | The Infernal Machine              | Дуайт Туффорд    |
| 2024 | ф | Рассвет                           | Sunrise                           | Фэллон           |
| 2024 | ф | Пять фунтов искупления            | 5lbs of Pressure                  | Лэфф             |
| 2024 | ф | Министерство неджентльменских дел | Ministry of Ungentlemanly Warfare | Джеффри Эпплъярд |
| 2024 | ф | Резидент                          | Chief of station                  | Джон Бранка      |
| 2025 | ф | Ковбой из Челси                   | The Chelsea Cowboy                | Джон Биндон      |